# Xian de Shule
Cette page contient des caractères spéciaux ou non latins. S’ils s’affichent mal (▯, ?, etc.), consultez la page d’aide Unicode.
Le xian de Shule (疏勒县 ; pinyin : Shūlè Xiàn ; ouïghour : قەشقەر يېڭىشەھەر ناھىيىسى / Keşker Yengişeher Nahiyisi) est un district administratif de la région autonome du Xinjiang en Chine. Il est placé sous la juridiction de la préfecture de Kachgar.

## Démographie
La population du district était de 274 261 habitants en 1999.